# 路易十世 (巴伐利亞)

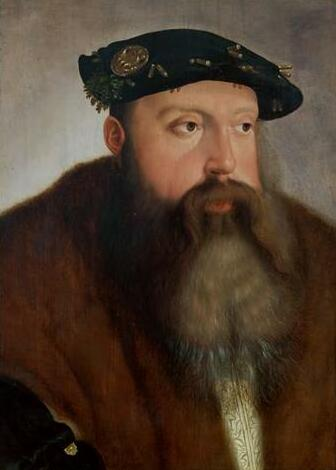
巴伐利亞公爵路易十世

路易十世（德語：Ludwig X, Herzog von Bayern，1495年9月18日—1545年4月22日），維特爾斯巴赫家族成員，巴伐利亞-慕尼黑公爵（1514年—1545年在位），與長兄威廉四世共治。巴伐利亞公爵阿爾布雷希特四世與妻子神聖羅馬皇帝腓特烈三世和他的妻子葡萄牙的萊昂諾爾的女兒奧地利的庫妮根德的次子。

## 生平
儘管父親阿爾布雷希特四世於1506年確定長子永久繼承權。1508年3月18日，父親阿爾布雷希特四世逝世後，由他的長兄威廉四世繼承公國，而路易的頭銜只限為沃堡伯爵。1509年，約翰內斯·阿文提努斯受託對威廉的兩名弟弟路易和恩斯特進行教育。然而當路易成年後，拒絕因為作為次子而以神職為事業，理由是他在該命令生效前已經出生，並向神聖羅馬皇帝馬克西米利安一世求助。在母親和國會的支持下，加上避免新一次的“蘭茨胡特繼承戰爭”，威廉答應接受共同統治。然而，他很快便後悔並打算與路易抗衡。馬克西米利安一世於1514年9月29日在因斯布魯克發布仲裁裁決，根據該裁決，路易應獲得公爵的頭銜和巴伐利亞領土的四分之一。兄弟倆很快對皇帝產生懷疑，因為巴伐利亞公國曾經為皇帝的調解付出高昂的代價，馬克西米利安一世於1505年通過蘭茨胡特繼承戰爭中接收巴伐利亞公國割讓土地以作調解，最終二人於1514年10月14日在拉滕貝格（先前被馬克西米利安一世放棄的巴伐利亞領土之一）達成協議，路易十世統治蘭茨胡特和斯特勞賓地區，威廉四世則統治慕尼黑及其他地區。這種分工實際上有效；意見分歧很小。但是，路易十世似乎以放棄婚姻成為達成協議的條件，他這時有不同的情婦，後來他與伴侶烏爾蘇拉·馮·魏克斯（Ursula von Weichs）（大約1500-1568年）最終在蘭茨胡特宮庭擔任類似夫婦伴侶的職務；巴特爾·貝哈姆創作這對夫婦的吊墜像。
1516年，他為蘭茨胡特的中世紀特勞尼茨城堡進行翻新，以德意志南部文藝復興時期的風格對其進行裝飾。
像他的兄長威廉四世一樣，路易十世首先對新教改革表示同情，而馬丁·路德的著作最初被允許在巴伐利亞公國印刷和發行。他們二人幾乎沒有注意到1520年的教皇利奧十世發表的詔書，下令焚燒路德的一切書籍。直到神聖羅馬皇帝查理五世在傳喚馬丁·路德參加沃爾姆斯宗教會議及在會議上頒布沃爾姆斯敕令宣佈路德及其追隨者為非法之後 ，查理五世才成功贏得威廉四世和路易十世的支持。所以二人於1522年決定採取行動反對新教改革在巴伐利亞擴張。兩位公爵還於1525年鎮壓南德意志農民起義在其公國策劃的起義。1525年5月30日，當巴伐利亞公國與士瓦本農民停戰後，路易十世派遣部隊向東趕去協助被包圍的薩爾茨堡大主教韋倫堡的馬特豪斯·朗格。
另一方面，二人於1522年2月在格林瓦爾德城堡舉行的格林瓦爾德會議在歷史上是一件大事並對歐洲具有重要意義。在這次會議上，在此城堡出生的威廉和路易兄弟一致認為，巴伐利亞將來應該繼續屬於“舊信仰”，但是應該對教會進行改革。今天，這一決定被理解為神聖羅馬帝國和哈布斯堡王朝反宗教改革的開始，此將影響未來幾個世紀的歐洲歷史。
1440年，波希米亞貴族使節在空位期間曾要求路易十世的祖父阿爾布雷希特三世申索波希米亞王冠，然而當時被阿爾布雷希特三世拒絕。當波希米亞國王拉約什二世於1526年戰敗身亡後，在沒有繼承人的情況下，路易十世對波希米亞的王位很感興趣，但在宮廷選舉中受制於哈布斯堡王朝神聖羅馬皇帝查理五世的弟弟斐迪南。威廉四世和路易十世隨後支持斐迪南的對手約翰·扎波利亞（即扎波堯伊·亞諾什），以期減少哈布斯堡王朝的影響。巴伐利亞遂與哈布斯堡王朝敵對。僅僅三年後，路易十世亦試圖成為羅馬人民的國王，但於1531年的選舉中再次輸給斐迪南。直至1534年，兩位公爵在林茨與成為神聖羅馬皇帝的斐迪南一世達成協議。
在訪問意大利後，路易十世在阿爾卑斯山以北建造第一座意大利文藝復興時期風格的宮殿，即蘭茨胡特公寓，於1537–1543年間仿照曼圖亞的得特宮建造。蘭茨胡特公寓還包括一個與前面提到的宮殿相鄰的宮殿，該宮殿在奧格斯堡的建築師伯恩哈德·茲維策的帶領下以德意志文藝復興時期的風格建造。這兩座宮殿通過兩翼相連。
由於沒有兒子，路易十世統治的地區當他於1545年去世時最終由其長兄威廉四世繼承。這終於結束了巴伐利亞公國的分裂。路易十世的私生女是安娜·馮·萊昂斯貝格（1525-1556年），安娜是約翰·阿爾布雷希特·魏德曼史泰特（1506-1557年）的妻子。
路易十世於1545年去世，並沒有合法繼承人，因此他的兄弟威廉四世在他死後能夠再次成為巴伐利亞公國唯一的統治者。這是巴伐利亞公國分裂的最後終結，以後的王子僅能接管各地區，但最重要的是，他們佔據教會主教的身份，這間接導致1777年的維特爾斯巴赫家族的巴伐利亞公爵絕統。